# Серру
Серру (порт. Serro) — муниципалитет в Бразилии, входит в штат Минас-Жерайс. Составная часть мезорегиона Агломерация Белу-Оризонти. Входит в экономико-статистический микрорегион Консейсан-ду-Мату-Дентру. Население составляет 22 059 человек на 2005 год. Занимает площадь 1217,645 км². Плотность населения — 18,1 чел./км².
Праздник города — 29 января.

## История
Город основан 29 января 1714 года.

## Статистика
- Валовой внутренний продукт на 2003 год составляет 54 054 585,00 реалов (данные: Бразильский институт географии и статистики).
- Валовой внутренний продукт на душу населения на 2003 год составляет 2493,18 реалов (данные: Бразильский институт географии и статистики).
- Индекс развития человеческого потенциала на 2000 год составляет 0,658 (данные: Программа развития ООН).